# Utetheisa ornatrix
Utetheisa ornatrix és una papallona nocturna de la subfamília Arctiinae i la família Erebidae.

## Descripció

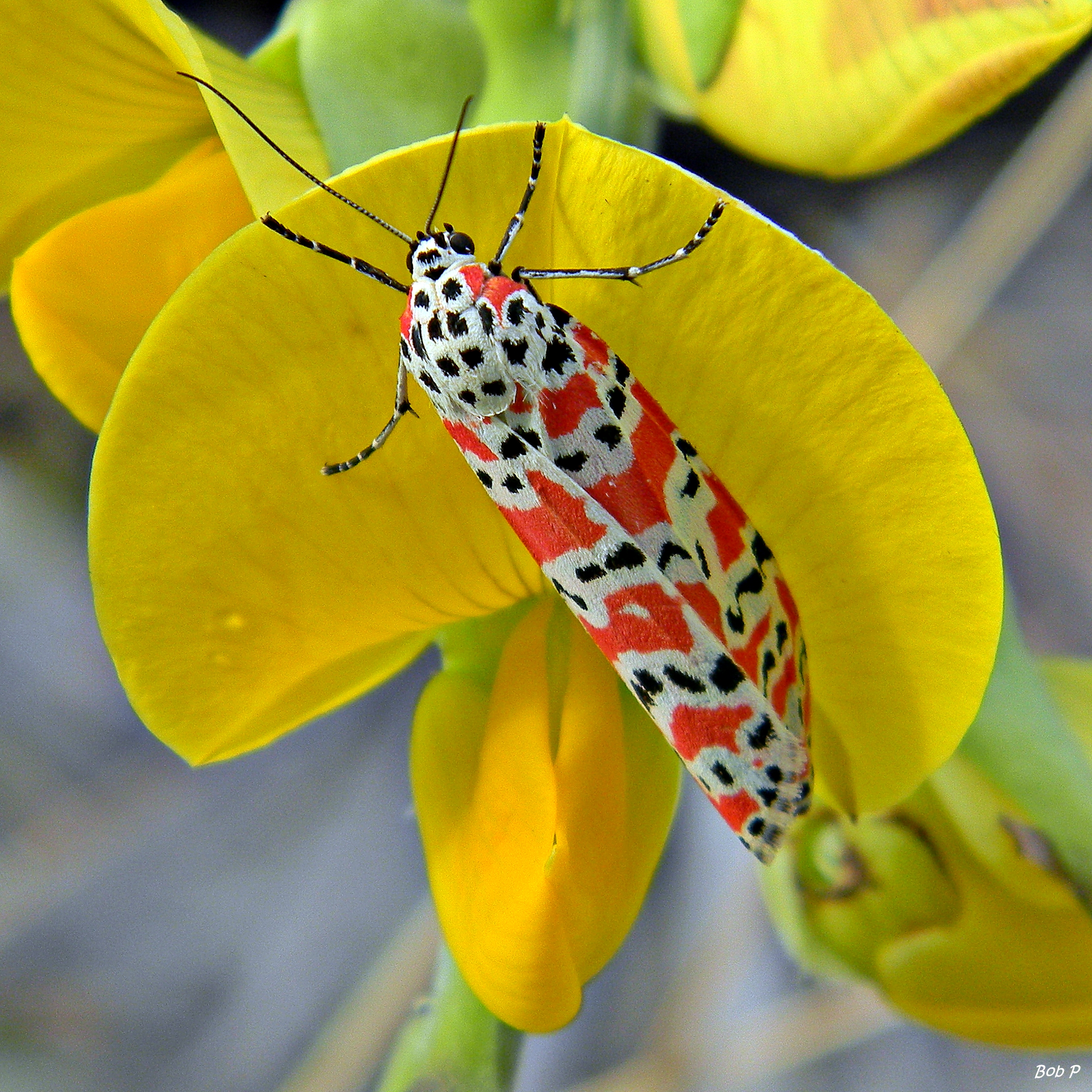
Sobre Crotalaria sp.

La seva coloració és aposemàtica i va del rosa, vermell, taronja i groc fins al blanc amb taques negres disposades en diferents patrons en les seves ales. Té una envergadura de 33-46 mm. A diferència de la majoria dels arctins és diürna.
Les larves generalment s'alimenten d'espècies de Crotalaria, que contenen compostos alcaloides verinosos que les fan inacceptables per a la majoria dels depredadors. Les larves poden alimentar-se d'altres larves de la mateixa espècie amb la finalitat de compensar qualsevol deficiència d'alcaloides.
Utetheisa ornatrix també demostra les complexes estratègies d'aparellament i, per tant, és un excel·lent model per estudiar la selecció sexual. Les femelles s'aparellen amb diferents mascles i reben espermatòfors que contenen els espermatozoides, nutrients i compostos alcaloides de nombrosos mascles com a regals nupcials. Les femelles trien els mascles d'acord amb la intensitat d'una hormona de festeig, l'hydroxydanaidal, i duen a terme un procés de selecció d'espermatozoides després de la còpula amb diversos mascles.

## Distribució
Utetheisa ornatrix es troba distribuïda al sud-est dels Estats Units, que va des Connecticut cap a l'oest fins al sud-est de Nebraska i cap al sud fins a Nou Mèxic i Florida. Aquesta espècie és més comuna en la part sud d'aquesta àrea, d'acord amb la disponibilitat de la seva planta nutrícia en les regions més al sud. També es troba a Mèxic, Amèrica del Sud i Amèrica Central.

## Taxonomia
El 1758 Linnaeus descriu per primer lloc dues espècies del gènere Phalaena. Phalaena ornatrix, per descriure les mostres més clares de la papallona, i Utetheisa bella, per les mostres de color rosa brillant. El 1819 Hübner va traslladar aquestes espècies a un nou gènere, Utetheisa. Durant gairebé un segle, fou difícil determinar la història evolutiva d'aquesta papallona i els investigadors es van centrar en les similituds externes (color, forma, models, mida), en lloc de determinar les característiques específiques de l'espècie. Això va donar lloc a una gran confusió quan es tractava de classificar les diferents subespècies. El 1960, Forbes combina ambdues espècies, Utetheisa ornatrix i Utetheisa bella, en l'espècie ara coneguda com a Utetheisa ornatrix. La seva conclusió va ser recolzada també per Pease Jr., qui el 1966 utilitza proves genètiques i determina que les diferències fenotípiques es basen en la variació interespecífica causa de les diferències geogràfiques (en lloc de la variació intraespecífica).

### Subespècies
- Utetheisa ornatrix ornatrix
- Utetheisa ornatrix bella (Linnaeus, 1758)
- Utetheisa ornatrix saintcroixensis Pease, 1973

## Descripció

### Ous
Els ous del Utetheisa ornatrix són esfèrics i van del color blanc al groc.

### Larves
Les larves són de color taronja i marró amb bandes negres irregulars a cada segment del cos. Les porcions anterior i posterior dels llaços negres també estan marcades amb taques blanques diferents. Les larves completament desenvolupades arriben a fer 30-35 mm de longitud.

### Pupes
Les pupes són majoritàriament negres amb franges irregulars de color taronja i marró. Generalment, les pupes es cobreixen amb una capa de seda.

### Adult
Els adults tenen coloració aposemàtica i utilitzen els seus colors brillants per advertir els depredadors del seu sabor desagradable. Les seves ales van del groc, vermell, rosa i taronja al blanc. Les ales tenen bandes blanques que contenen punts negres espaiats irregularment. Les ales posteriors poden ser de color rosa brillant amb una banda marginal negre. L'adult té una envergadura alar de 33-46mm.

## Predació
Durant les etapes larvals, les erugues s'alimenten de plantes lleguminoses del gènere Crotalaria. Aquestes plantes contenen grans quantitats de toxines, particularment alcaloides de pirrolizidina (PA), que es troben en altes concentracions en les llavors. Les larves agafen aquestes toxines i les utilitzen com un element de dissuasió per als depredadors. Les larves competeixen entre si per colonitzar una càpsula sencera, una bossa allargada que conté la llavor de la planta nutrícia. Les larves que són incapaces de prendre possessió d'una beina ha d'obtenir els productes químics de les fulles, on es troben en densitats molt més baixes. Aquestes erugues segresten quantitats més petites de les àrees protegides i són més susceptibles a la depredació.
Tot i que és beneficiós alimentar-se de llavors, les larves no entren en les beines immediatament després de la seva eclosió. Durant els primers estadis larvals, les erugues s'alimenten de fulles i no és fins al segon o tercer estadi que entren a les tavelles. Els beneficis evolutius d'aquesta estratègia no s'entenen. Quan les erugues es transformen en papallones adultes porten els alcaloides amb elles per protegir-les durant l'etapa adulta.
Els alcaloides són desagradables per a molts dels seus enemics naturals, com les aranyes i els ratpenats insectívors. Les aranyes que capturen larves o adults els posen en llibertat poc després, deixant-los il·lesos. Al contrari els individus que han crescut amb una dieta lliure d'alcaloides són presa fàcil de les aranyes. De la mateixa manera, els ratpenats que capturen individus els alliberen ràpidament sense danyar-los. A diferència d'altres arctins, Utetheisa ornatrix no posseeix un sistema aposemàtic acústic que li permeti evitar els ratpenats per complet. Alguns depredadors com el botxí americà no es veuen afectats negativament pels alcaloides.

### Canibalisme
A vegades, les erugues d' Utetheisa ornatrix canibalitzen altres ous, larves o pupes de la mateixa espècie. Com els alcaloides són un recurs limitat, algunes erugues no assoleixen els nivells òptims i recorren al canibalisme. Aquest comportament és una conseqüència de la deficiència d'alcaloides, que és la principal causa de mortalitat. El canibalisme de pupes és rar perquè les larves es transformen en crisàlides normalment lluny de la planta on s'alimenten. El canibalisme d'ous també és rar, perquè els ous proporcionen larves amb quantitats molt petites d'alcaloides i perquè els ous es desclouen a partir de la mateixa agrupació de forma sincrònica. Les larves també poden alimentar-se d'altres larves que estan carregades d'alcaloides. Això és més comú, ja que alimentar-se d'una sola larva és suficient per compensar la deficiència d'alcaloides de l'eruga caníbal.

## Aparellament
Ambdós sexes fan servir estratègies reproductives molt complexes, de manera que aquesta espècie és un excel·lent model per a l'estudi de la selecció sexual. Les femelles s'aparellen amb una mitjana de tres a quatre mascles, cada un dels quals li proporciona amb un espermatòfor que conté els espermatozoides, nutrients i alcaloides Els mascles adults inverteixen fins a un 11% de la seva massa corporal en la creació d'un espermatòfor que donen a la femella durant l'aparellament. Els nutrients de l'espermatòfor permeten que la femella pugui produir, de mitjana, 32 ous.
L'aparellament múltiple ajuda la femella a augmentar l'aptitud de la seva descendència. A més, l'aparellament múltiple també beneficia directament a la femella. L'aparellament múltiple permet a les femelles que s'acumulen els recursos necessaris per construir els ous addicionals. Això equival a un augment del 15% en la producció d'ous.

### Festeig
El festeig comença al crepuscle. Les femelles alliberen una feromona sexual que atreu els mascles. Emeten aquestes substàncies químiques en polsos curts per proporcionar senyals d'orientació de curt abast als mascles, ja que aquests busquen les femelles. Quan un mascle arriba a una femella, voleteja al seu voltant i empeny dos flocs peculiars de la seva coremata, dues estructures grogues esfèriques dels òrgans genitals dels mascles. En fer-ho, el mascle emet una olor específica de la seva coremata que s'atribueix a una hormona, l'hydroxydanaidal. Després de rebre l'aroma, la femella procedeix a l'aparellament.
La copulació dura fins a 12 hores.  El mascle necessita prop de dues hores per transferir l'espermatòfor que conté tots els espermatozoides i els nutrients que ofereix a la femella.  Les hores restants de copulació són exclusivament utilitzats per la transferència d'alcaloides. Aquests alcaloides es distribueixen de manera uniforme per tot el cos de la femella, fins i tot les ales, i ofereixen una gran protecció, ja que li donen el seu sabor desagradable per a la majoria dels depredadors. Finalment, la femella assigna aproximadament un terç dels alcaloides que rep als seus ovaris, on seran usats per conferir protecció als ous.

### Feromones sexuals
El comportament en l'aparellament és excepcional, ja que les femelles competeixen amb altres femelles per obtenir més mascles, a diferència dels mascles que competeixen amb els mascles. Igual que en moltes altres espècies de papallones nocturnes, les femelles alliberen feromones sexuals que els mascles poden detectar a través de llargues distàncies. No obstant això, en la majoria de les espècies, les femelles no interactuen entre si durant l'alliberament de feromones. Les femelles d'Utetheisa ornatrix són les úniques que les femelles de la mateixa família sovint s'involucren en l'alliberament de feromones col·lectives denominades "cors de feromones femenines".
Aquest fenomen és conseqüència d'una proporció de sexes esbiaixada. Això vol dir que en qualsevol moment donat, hi ha més femelles que mascles que tracten de copular. Això es deu al fet que els mascles perden fins a un 11% de la seva massa corporal durant l'aparellament i una vegada que porten a terme un aparellament, necessiten temps per adquirir els recursos que els permetin lliurar un espermatòfor a la següent femella amb qui s'acoblen. Per contra, les femelles no necessiten temps per preparar-se per la seva pròxima còpula. A causa de les taxes d'aparellament desiguals, els mascles es converteixen en valuosos per a les femelles i com a conseqüència la competència de femella a femella augmenta dràsticament.
Participar en cors de feromones permet a les femelles augmentar l'atractiu dels parents genètics i augmenten la seva aptitud indirecta. Les femelles poden també, però amb menys freqüència, participar en cors femenins de femelles no relacionades. S'ha suggerit que això encara és beneficiós en aquestes circumstàncies, perquè la cooperació de l'alliberament de feromones pot augmentar l'atractiu de tot el grup i augmentar l'aptitud individual de cada femella. S'ha demostrat experimentalment que quan les femelles detecten altres feromones femenines augmenten la velocitat d'alliberament de feromones i criden els mascles en períodes més llargs de temps. Aquestes observacions recolzen la hipòtesi que les femelles cooperen entre si per augmentar l'èxit d'aparellament.

## Selecció sexual

### Selecció sexual precopulatòria
Tot i que la majoria de les femelles s'aparellen diversos cops, es produeixen molt pocs casos de paternitats mixtes. De fet, la major part de la progènie d'una sola posta està engendrada exclusivament per un mascle. Les femelles d'aquesta espècie no es seleccionen basant-se l'edat, ordre d'aparellament, interval entre aparellaments, o la durada de la còpula. La femella d'Utetheisa ornatrix demostra que l'elecció femenina en la selecció de la parella depèn de la mida corporal, el contingut d'alcaloides de pirrolizidina sistèmica defensiva, i el contingut glandular de la feromona hydroxydanaidal. La selecció d'aquests mascles ofereix a les femelles múltiples beneficis, com ara l'obtenció de paquets d'espermatozoides amb més alcaloides defensius que es tradueix en una descendència més gran. La descendència engendrada pels mascles més grans és generalment menys vulnerable a la depredació a causa del seu alt contingut d'alcaloides, cosa que permet que la seva descendència tingui major viabilitat i forma física.
Els mascles més grans amb més alt contingut d'alcaloides es poden distingir per un perfum de feromones específiques que prediu el contingut dels alcaloides. Hi ha una relació entre la mida del mascle, el tipus d'aliment dels mascles alimentats quan eren larves i la composició dels seus espermatòfors. Per exemple, els mascles que s'alimenten dins d'una beina de llavor en lloc de sobre les fulles produeixen nivells més alts de hydroxydanaidal. A més, aquests mascles tenen pesos adults més grans i tenen majors càrregues sistèmiques d'alcaloides de pirrolizidina, el precursor metabòlic de l'hydroxydanaidal. Mitjançant la selecció dels mascles, la femella assegura la recepció d'un gran regal d'alcaloides (benefici fenotípic) i gens que codifiquen les grans dimensions (benefici genètic).
La preferència d'aparellament de la femella és heretat per via paterna, ja que el gen o gens preferència troben la seva major part o exclusivament en el cromosoma Z del sexe. El tret masculí preferit i la preferència de les femelles per al tret estan fortament correlacionats; femelles amb pares més grans tenen una major preferència pels mascles més grans.

### Selecció sexual postcopulatòria
Després de copular amb diversos mascles, els espermatozoides rivals, portats per la femella no competeixen directament per l'accés als ous. Les femelles dirigeixen un procés de selecció postcopulatòria on trien l'esperma masculí basat en la intensitat de la feromona de festeig que van captar abans de la còpula,. La intensitat d'aquest senyal és directament proporcional a la quantitat d'alcaloides adquirits per l'insecte durant les etapes larvals. Com a conseqüència, aquesta feromona és un indicador indirecte d'èxit durant el desenvolupament larval i en última instància determinarà el que l'esperma passa a la descendència. Una vegada que han seleccionat un mascle, les femelles usen la seva musculatura per canalitzar els espermatozoides seleccionats a través de les càmeres i les construccions dels seus sistemes reproductius als seus ous.

## Inversió parental
Els ous d'Utetheisa ornatrix contenen alcaloides de pirrolizidina que la mare ofereix. Els alcaloides s'emmagatzemen durant les etapes larvals i són retinguts a través de la metamorfosi, protegint tant larves com adults dels depredadors. Les femelles reben alcaloides dels mascles en l'època d'aparellament, com a part del espermatófor. Tot i que la contribució del mascle en pirrolizidina és menor que el de la femella, encara contribueix significativament a la protecció dels ous.

## Plantes nutrícies

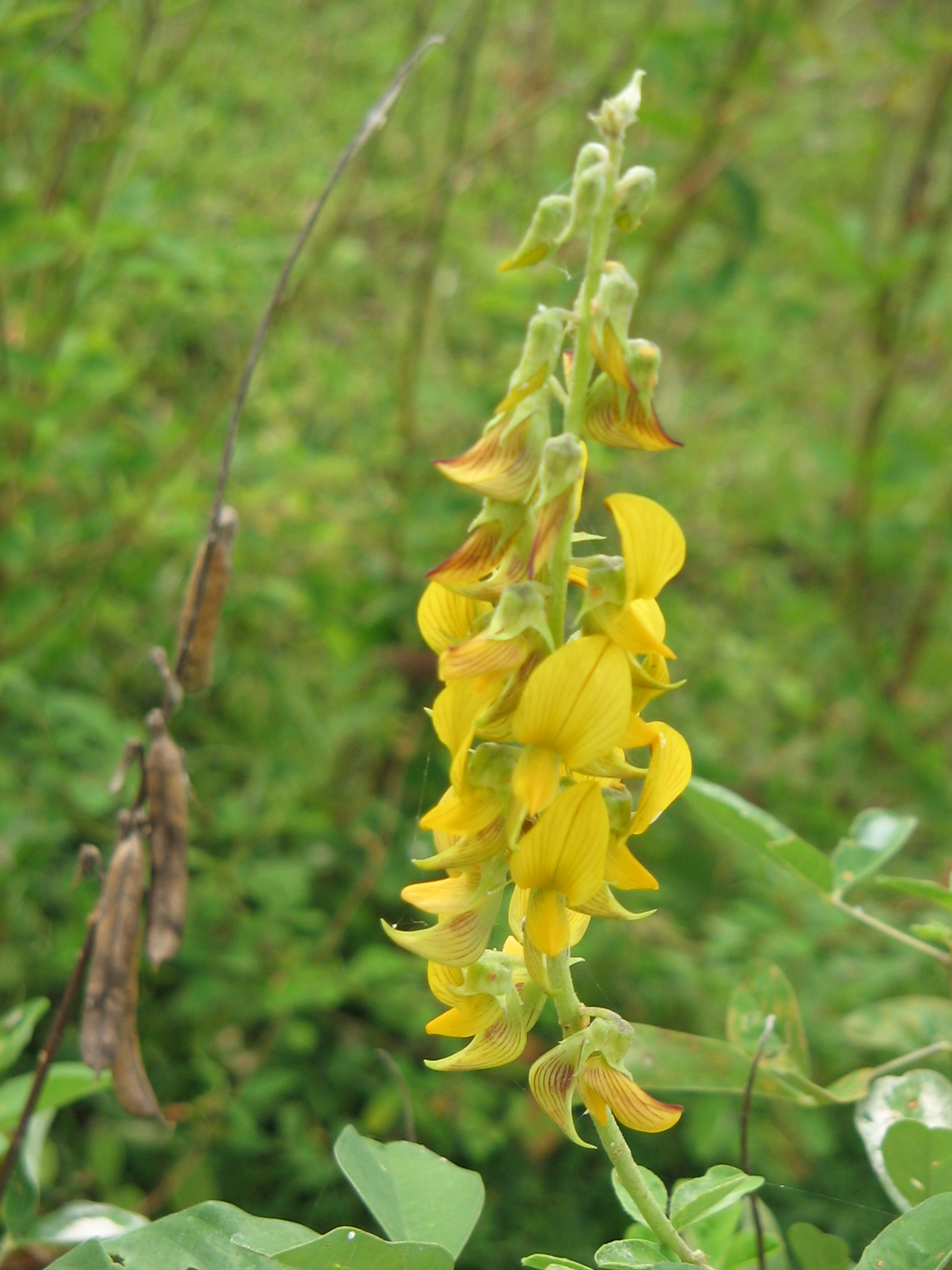
Crotalaria pallida

Les plantes del gènere Crotalaria són les principals plantes nutrícies d'Utetheisa ornatrix, encara que una varietat de plantes de la família Fabaceae també han estat citades. La paraula Crotalaria prové de la forma grega "cròtal," que significa "un sonall" i és característic de les beines que es troben en aquestes plantes. Les espècies de Crotalaria contenen alcaloides de pirrolizidina, que s'utilitzen per Utetheisa ornatrix per repel·lir depredadors. Les plantes nutrícies específiques inclouen:
- Crotalaria avonensis
- Crotalaria rotundifolia
- Crotalaria lanceolata
- Crotalaria pallida
- Crotalaria spectabilis
- Crotalaria retusa[1]

## Galeria

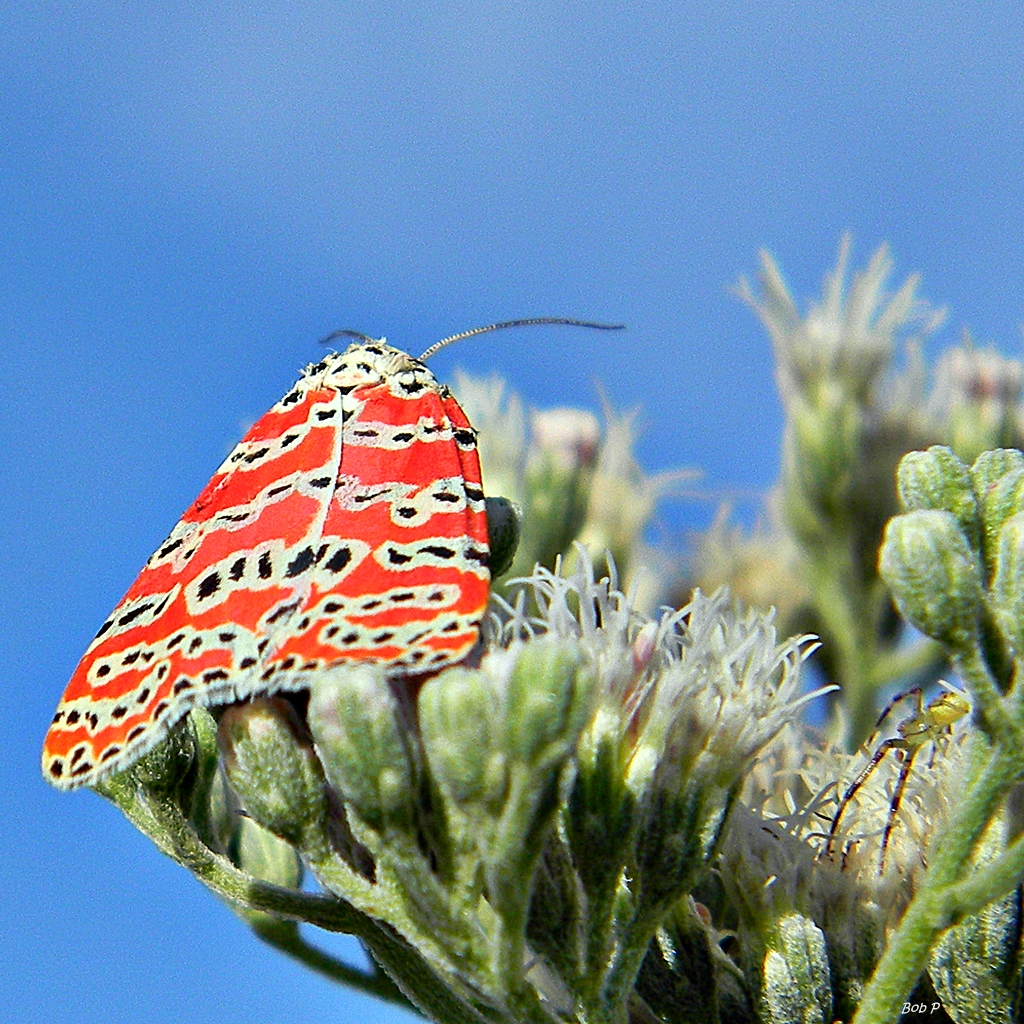
Utetheisa ornatrix
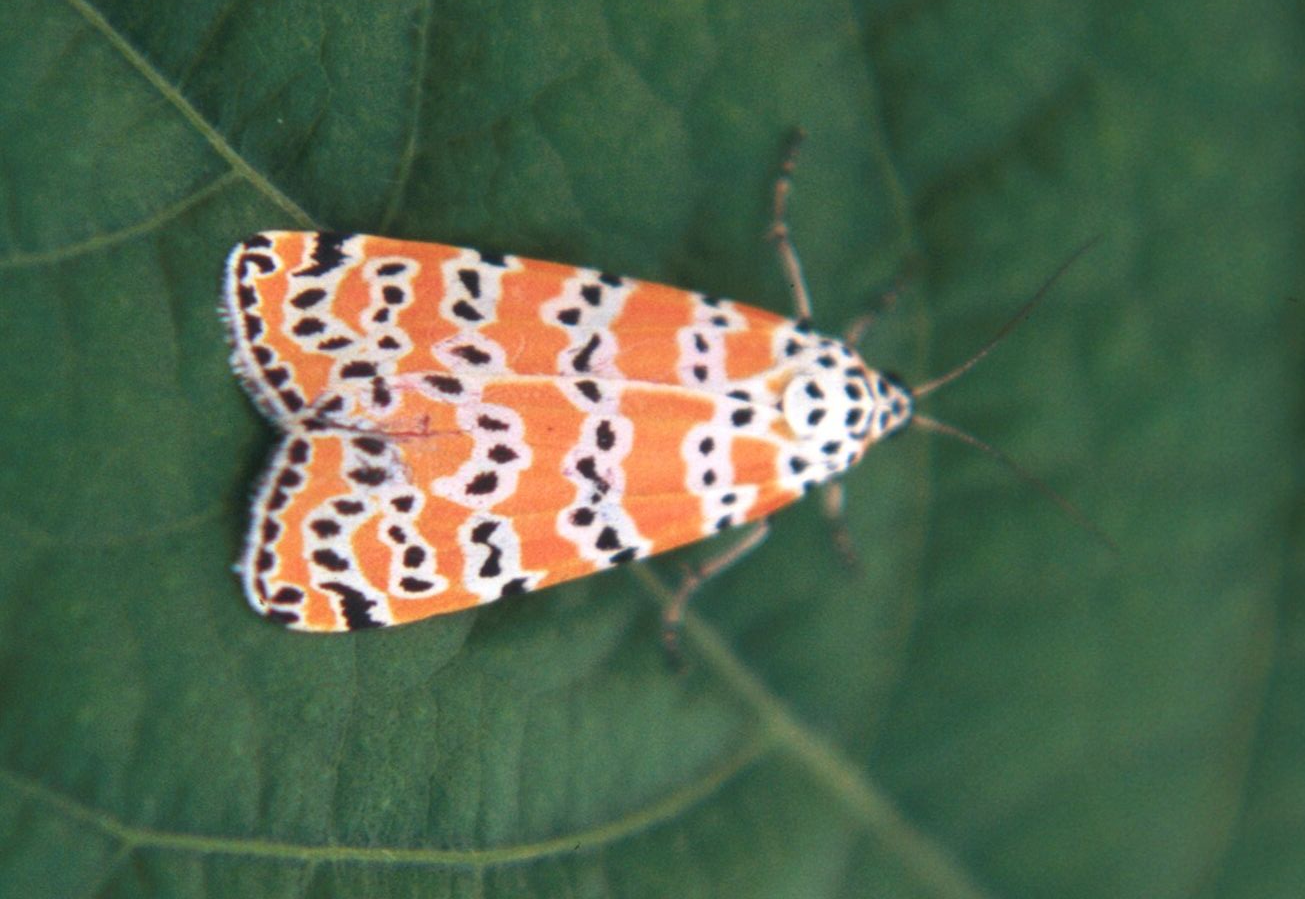
Utetheisa ornatrix
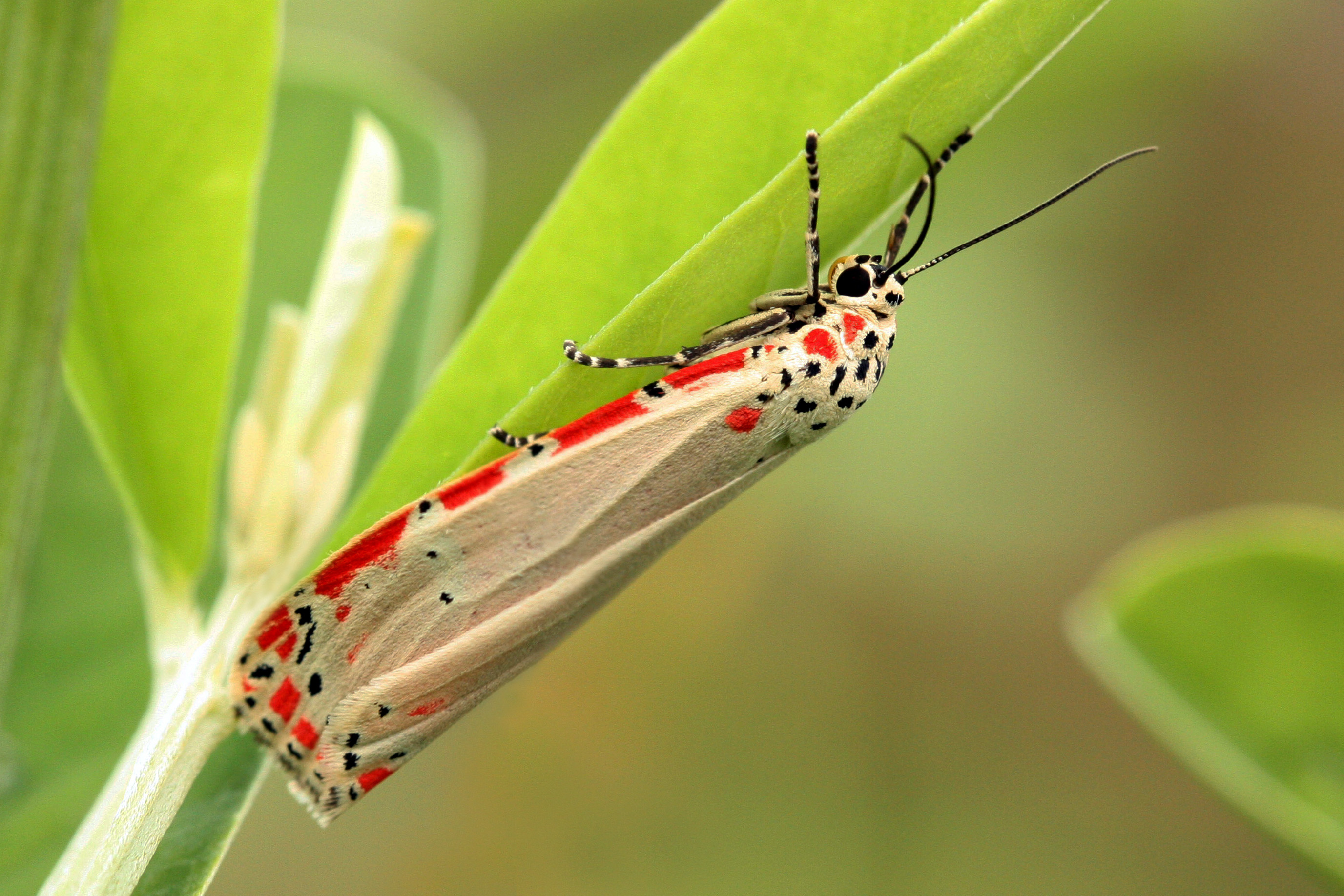
Utetheisa ornatrix
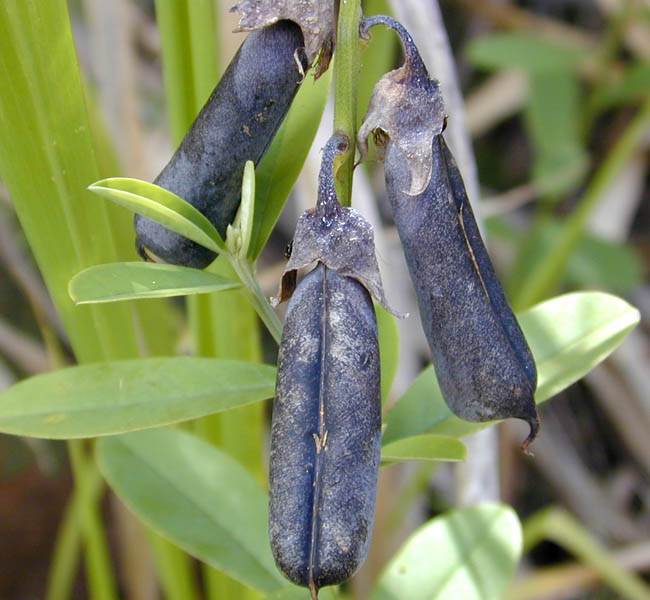
Tavelles madures de Crotalaria retusa